# Taupard du Limousin
 (novembre 2018).
Le Taupard du Limousin est une variété limousine ancienne de haricot blanc.
Cette variété ancienne mange-tout à gros grains a été sauvée de l'oubli par des bénévoles et notamment par l'association 1001 Semences.

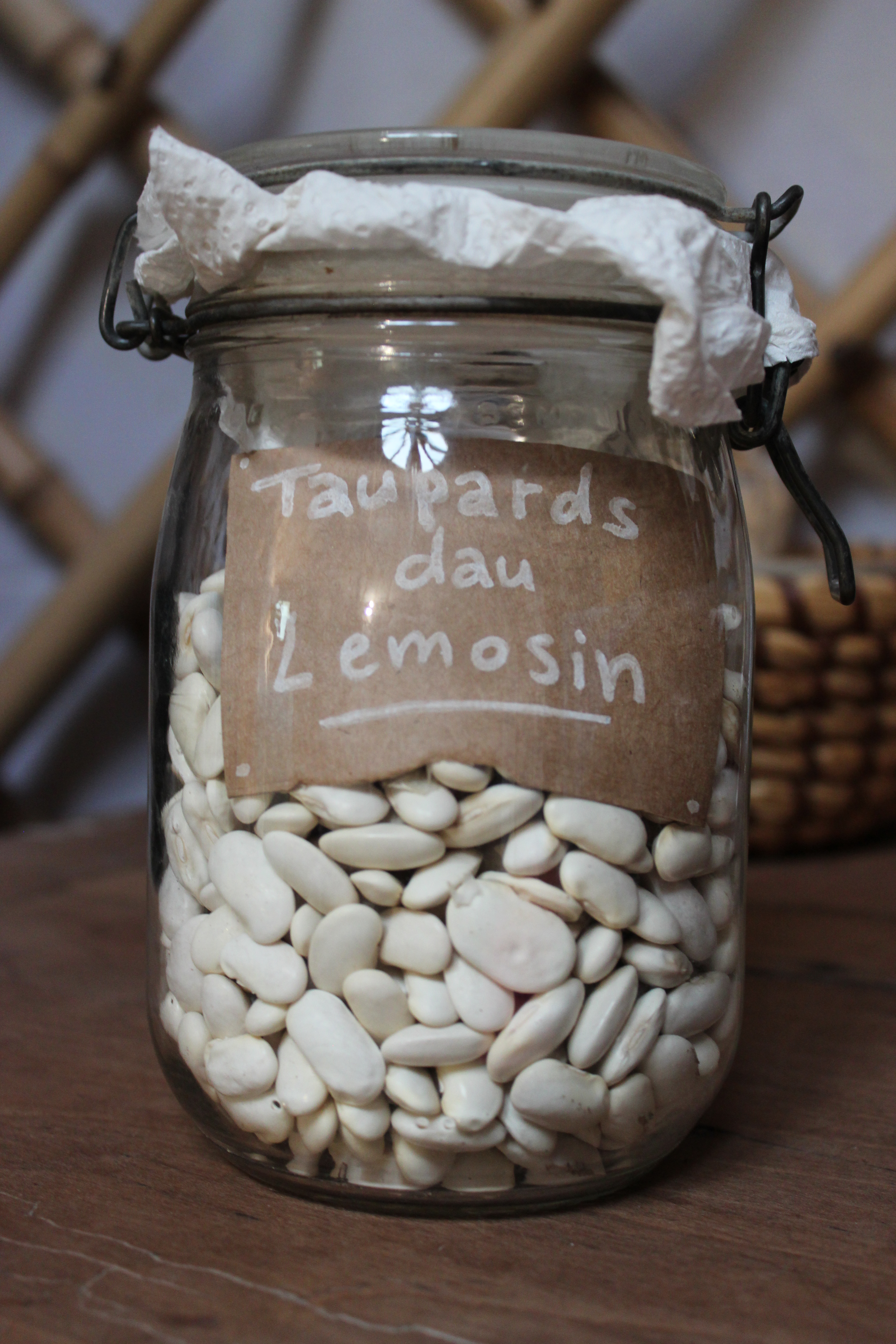
Taupard du Limousin

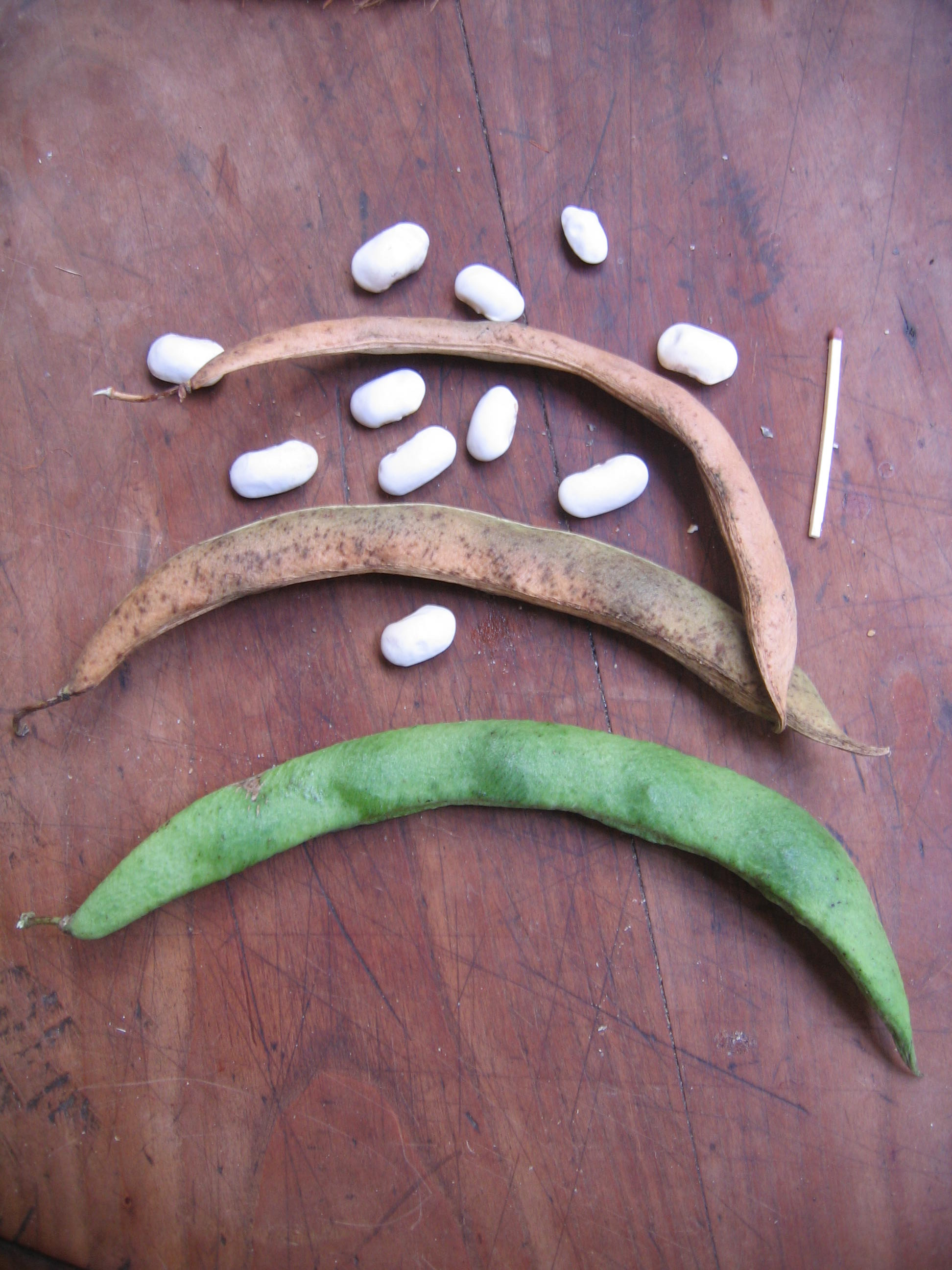
Taupard du Limousin, gousses et graines (petites par manque d'eau)